# Leonor Dias de Lima
Leonor Dias de Lima (3 de junio de 1990) es una deportista brasilaña que compite en taekwondo. Ganó dos medallas de plata en el Campeonato Panamericano de Taekwondo en los años 2018  y 2021.

## Palmarés internacional
| Campeonato Panamericano | Campeonato Panamericano  | Campeonato Panamericano | Campeonato Panamericano |
| Año                     | Lugar                    | Medalla                 | Categoría               |
| ----------------------- | ------------------------ | ----------------------- | ----------------------- |
| 2018                    | Spokane (Estados Unidos) | Medalla de plata        | –53 kg                  |
| 2021                    | Cancún (México)          | Medalla de plata        | –53 kg                  |